# 埃克拉特
埃克拉特（發音：[ˈɛʁkʁaːt] ⓘ）是德国北莱茵-威斯特法伦州杜塞尔多夫行政区梅特曼县的城市，面积26.88平方千米，人口为人。